# Маккьярини, Паоло
Паоло Маккьярини (итал. Paolo Macchiarini) — хирург, занимавшийся регенеративной медициной; его пациенты получали тяжёлые осложнения и умирали, однако он публиковал ложные сведения об их состоянии.
Занимал пост профессора регенеративной хирургии в Каролинском Институте (Швеция).
Обвинения в его адрес появились ещё в конце 2014 года. В январе 2016 года был обвинен создателями документального фильма «Эксперимент» в проведении экспериментальных операций без достаточной научной базы, что привело к смерти или тяжелым осложнениям у пациентов. В марте 2016 года был уволен из Каролинского института за совершение действий, несовместимых с работой в этом научном учреждении. Впоследствии стал работать в России.
Подробное описание последовательности событий вокруг Маккьярини опубликовано на официальном сайте Каролинского Института на шведском и английском языках.

## Биография до скандала
В 2008 году профессор Маккьярини, руководивший международной группой учёных, провёл в Университетской клинике Барселоны операцию по пересадке пациентке трахеи, выращенной из её собственных стволовых клеток на обесклеченном донорском каркасе в биореакторе. В октябре 2009 года была проведена другая уникальная операция — на этот раз орган был сформирован внутри тела пациента без использования биореактора.
В декабре 2010 года профессор Паоло Маккьярини вместе с российскими трансплантологами из РНЦХ имени Петровского провёл первую в России трансплантацию трахеи по своей методике 25-летней пациентке, пострадавшей в результате аварии. Тогда использовался обесклеченный донорский каркас, однако предполагалось, что в трансплантациях, которые планировалось в дальнейшем провести в рамках гранта Правительства РФ, будут использованы усовершенствованные искусственные нанокомпозитные каркасы. В июле 2018 года пациентка умерла. Это случилось через месяц после повторной пересадки трахеи в клинике Первого МГМУ имени Сеченова в Москве.
В июне 2011 профессором Маккьярини в сотрудничестве с профессором Александром Сайфалианом из Лондонского университетского колледжа была проведена первая операция по трансплантации человеческого органа, целиком выращенного в лаборатории. 36-летнему африканскому студенту, живущему в Исландии, пересадили трахею, которую биотехнологам удалось сформировать также на основе его собственных стволовых клеток, но на искусственном каркасе. В октябре 2011 в Каролинском университете была сделана вторая подобная трансплантация — пациенту из США.
С 2011 года был ведущим учёным проекта «Исследование молекулярных механизмов и новых подходов в области регенеративной медицины для создания тканей дыхательных путей и лёгкого». В 2011 году, совместно с Кубанским государственным медицинским университетом и Владимиром Порхановым получил грант правительства Российской Федерации на исследования в области регенеративной хирургии трахеи и легкого.

## Расследование деятельности Маккьярини в Швеции
В конце 2014 года медики из Каролинского института обвинили Маккьярини в том, что он приукрасил свои достижения, описанные им в семи научных статьях (шесть статей описывали пересадку искусственных органов людям, одна статья — пересадку искусственного пищевода крысам; шестеро из восьми пациентов, которым Маккьярини провёл трансплантацию искусственной трахеи, умерли). На этом основании в отношении Маккьярини было начато научное расследование. Опубликованные в мае 2015 года результаты независимой экспертизы, которую провёл главный хирург Уппсальского университета Бенгт Гердин, подтвердили, что Маккьярини сфальсифицировал результаты своих исследований и совершил научное мошенничество. Однако, вице-канцлер Каролинского института Андерс Хамстен в августе 2015 года оправдал Маккьярини. Согласно формулировке Хамстена, работы Маккьярини «не соответствуют высоким стандартам качества этого университета», но научного мошенничества в них не найдено. В феврале 2016 года Андерс Хамстен ушёл с поста вице-канцлера Каролинского института, признав в своём письме, что был предвзят в ходе расследования деятельности Маккьярини летом 2015 года, и что результаты этого расследования должны быть скорректированы в сторону признания факта научного мошенничества со стороны Маккьярини.
В январе 2015 журналисты шведского телевидения начали расследование истории пациентов профессора Маккьярини, получивших биоинженерные трахеи. Расследование шло полтора года. «Мы методично разыскивали пациентов, получивших биоинженерные трахеи. До сих пор не знаем, всех ли нашли, поскольку не было единого универсального списка», — говорит один из авторов фильма Йоханнес Вальстрём. Документальный фильм из трёх частей с общим названием «Experimenten» (Эксперименты) вызвал скандал в медицинских кругах и общественности. В ходе этого расследования, проведённого по сигналу врачей Каролинской клиники (преимущественно доктора Гриннемо), был сделан вывод, что операции Маккьярини с пересадкой искусственной трахеи, сделанной из пластика, не были экспериментально проверены, и поэтому не имели права производиться на людях. Утверждается, что якобы докторская диссертация Маккьярини содержала подтасованные и непроверенные факты и обман. Маккьярини был оправдан в сентябре 2015.
Однако, расследование было возобновлено в январе 2016 года и расширено с учетом новых фактов. В частности, установлено, что Маккьярини исказил свою биографию, послужившую основанием для получения позиции гостевого профессора в Каролинском Университете. 25 июня 2018 Маккьярини и некоторые из соавторов статей были признаны виновными в подтасовке данных. Часть статей была отозвана.
Причиной скандала, разразившегося по всей Швеции и во всём медицинском мире, стали факты смертей пациентов, которым Маккьярини имплантировал искусственные гортани, трахеи. Шесть из восьми пациентов, которым хирург пересаживал трахеи, умерли, в том числе — Юлия Туулик из России. Двое других пациентов находятся на продолжительном лечении..
В документальном фильме показаны факты и видеозаписи, сделанные врачами, обследовавшими пациентов после операций. На веб-сайте канала SVT 1 также выложены короткие видеоролики с документальными доказательствами тяжелых осложнений, обнаруженных у пациентов, прооперированных Маккьярини. В то же время показаны цитаты из статьи Маккьярини, опубликованной через год после первой операции, где все негативные осложнения не упомянуты. Видео показывает что Маккьярини лично присутствовал на одном из обследований, которое не обнаружило у пациента образования эпителия и кровеносных сосудов, описанных в статье, опубликованной Маккьярини несколькими месяцами позднее, показаны документы с заключениями врачей. Показаны металлические сетки-стенты, введенные пациенту уже через 8 месяцев после операции. Статья в журнале «Ланцет» вместо этого пишет об образовании «почти нормальной трахеи». Шведская Королевская Академия Наук опубликовала в журнале «Ланцет» письмо, где факты умалчивания негативных последствий, в том числе — смерти пациента, доводятся до сведения читателей.
Как утверждают родственники первого погибшего пациента, Маккьярини убедил его согласиться на операцию, ссылаясь на успешные результаты экспериментов на свиньях. На самом деле таких экспериментов не проводилось. Канал SVT 1 опубликовал также интервью с пациенткой, в последний момент избежавшей операции по пересадке синтетической трахеи в 2011. По утверждениям пациентки и её врача, Маккьярини утверждал, что без операции она проживет не больше года. На момент интервью пациентка прожила уже 5 лет.
4 февраля 2016 года Каролинский институт объявил, что трудовой контракт с Маккьярини не будет продлён после его окончания 30 ноября 2016 года в связи с утратой администрацией доверия к нему. В качестве причины данного решения в заявлении института приводится публикация в журнале «Vanity Fair» от 5 января 2016 года, в которой говорится, что Маккьярини указал ложные сведения в резюме о предыдущих местах своей работы и о своих званиях в зарубежных научных учреждениях. Пресс-секретарь Каролинского института Клаес Кейсу сказал, что показанный по шведскому телевидению SVT документальный фильм «Эксперимент», нанёс ущерб репутации Каролинского института в глазах научного сообщества и широкой общественности.
В письме в редакцию журнала «Science» Клаес Кейсу заявил, что Маккьярини злоупотребил репутацией Каролинского института во время своей работы в Краснодаре. Исследовательская группа Маккьярини в Каролинском институте будет расформирована по решению руководства этого учреждения. После публикации в журнале «Vanity Fair» от 5 января 2016 года множество медицинских работников, политиков, журналистов, сотрудников правоохранительных органов в США, Швеции и Италии начали выяснять, как Маккьярини мог быть допущен к проведению столь ответственных операций в США и Европе, и были ли совершены уголовные преступления в ходе их проведения.
Совместное заявление пресс-служб НИИ-ККБ № 1 и КубГМУ, утверждает, что информация, изложенная в Шведской передаче, тенденциозна и искажает действительность. Факты искажения биографии в официальных документах, умалчивания негативных последствий и даже смертей пациентов не комментируются в этом заявлении. Официальный сайт Мегагранта на 23 Февраля по прежнему сообщает об успешных операциях, умалчивая факты осложнений и смертей пациентов.
Ушедший в отставку вице-канцлер Каролинского института Андерс Хамстен сказал, что фильм «Эксперимент» и вызванное им внимание журналистов к данной проблеме помогли получить новую информацию, касающуюся злоупотреблений Маккьярини. Однако медики, которые в 2014 году уличили Маккьярини в научном мошенничестве, сообщили, что они ещё тогда предоставили Хамстену всю необходимую информацию, свидетельствующую о недобросовестности Маккьярини. Шведская королевская академия наук 11 февраля 2016 года заявила, что ведение научного расследования по делу о научном мошенничестве Маккьярини должно быть передано из Каролинского института в Центральный научно-этический наблюдательный комитет Швеции, чтобы обеспечить беспристрастность данного расследования.
Генеральный секретарь Нобелевской ассамблеи и член Нобелевского комитета по физиологии и медицине в Каролинском институте Урбан Лендал в начале февраля 2016 года ушёл в отставку, чтобы не подвергать риску репутацию этих органов, поскольку он входил в группу профессоров Каролинского института, которые в 2010 году дали рекомендацию Маккьярини для его приёма на работу в этот институт.
22 марта 2016 года Маккьярини был уволен из Каролинского института за совершение действий, несовместимых с работой в этом научном учреждении. Свою вину не признал и пообещал обжаловать данное решение.
В июне 2016 года в отношении Маккьярини было начато уголовное расследование с перспективой предъявления обвинения в неумышленном убийстве двух пациентов. 12 октября 2017 года прокуратура Швеции обнародовала результаты предварительного расследования смерти трех пациентов Паоло Маккьярини, получивших в Каролинской клинике пластиковые трахеи в 2011—2013 году. Обвинения были сняты. 11 декабря 2018 года предварительное расследование было заново открыто. 29 сентября 2020 года генеральный прокурор Швеции предъявил Маккьярини обвинение в физическом насилии с отягчающими обстоятельствами. В начале 2020-х шведский суд приговорил хирурга к двум с половной годам лишения свободы, признав его вину в одном из эпизодов.

## Личная жизнь
В 2013 году Маккьярини встретил 49-летнюю тележурналистку по имени Бенита Александер. Тележурналистка снимала фильм о научных успехах Маккьярини, фильм был снят в позитивном ключе. Однако позднее Александер признала факт нарушения журналисткой этики, так как в процессе съёмок фильма у неё завязался бурный роман с Маккьярини. Фильм был номинирован на престижную награду «Эмми». Маккьярини произвёл на неё сильное впечатление, поскольку утверждал, что Барак Обама, Билл Клинтон и Хиллари Клинтон являются его друзьями, что он является личным врачом Папы Римского и принадлежит к тайному клубу ВИП хирургов делающих операции президентам, Папе и другим видным политическим деятелям. По словам Александер, на Рождество 2013 года Маккьярини сделал ей предложение руки и сердца. Пара назначила свадьбу на июль 2015 года, при этом Маккьярини пообещал своей невесте, что их обвенчает Папа Римский, а среди гостей будут президент России Владимир Путин, президент США Барак Обама со своей супругой, Билл и Хиллари Клинтон, а также экс-президент Франции Николя Саркози. Однако она заподозрила неладное и наняла частного детектива, чтобы он разузнал подробности жизни её жениха. Вскоре детектив сообщил ей, что Маккьярини является небогатым человеком, живущим в Барселоне, и что он женат уже в течение 30 лет. После этого Александер разорвала отношения с Маккьярини. В феврале 2018 года состоялась премьера документального фильма Бениты Александер о Паоло Маккьярини «He lied about everything». Российская версия фильма имеет название «Мошенник в белом халате».

## Деятельность Маккьярини в России
В феврале 2010 года Паоло Маккьярини впервые побывал в России, приехав в Москву по приглашению российского благотворительного Фонда поддержки научных исследований «Наука за продление жизни» и личном содействии журналистки Елены Кокуриной, жены академика РАН Святослава Медведева, позднее ставшей координатором и исследователем Мегагранта. В ходе данного визита Маккьярини провёл мастер-класс по регенеративной медицине в здании Президиума Российской Академии Медицинских Наук, прочитал лекцию для студентов Московской медицинской академии им. И. М. Сеченова «Бионика в медицине будущего» и принял участие в дискуссии о перспективах выращивания органов для трансплантации на встрече с научными журналистами. Научное собрание в Президиуме РАМН было открыто Президентом РАМН профессором М. И. Давыдовым и проходило под председательством академика РАМН М. И. Перельмана.
В 2010 году совместно с профессором Владимиром Паршиным была прооперирована 25 летняя девушка, описание работы было опубликовано в журнале Европейского Респираторного Сообщества .
В конце 2011 года Паоло Маккьярини создал на базе Кубанского государственного медицинского университета лабораторию регенеративной медицины в рамках освоения мегагранта в размере 150 млн рублей. Эта сумма была выделена на 2011—2013 годы с возможным продлением на 1-2 года и стала беспрецедентной для российской науки. Условиями конкурса было предусмотрено, что КубГМУ обеспечит софинансирование проекта на сумму 43 млн рублей из внебюджетных средств. Ректор КубГМУ Сергей Алексеенко заявил, что победа его вуза в конкурсе по получению мегагранта была достигнута благодаря наличию хорошей клинической базы — Краевой клинической больницы № 1. Однако некоторые заинтересованные лица выразили мнение, что решающим фактором стал административный ресурс в виде поддержки со стороны губернатора Краснодарского края Александра Ткачёва. Паоло Маккьярини, комментируя данный проект в интервью российскому журналу «Эксперт», сказал, что западные учёные подвергают подобные проекты критике, и что в одной из статей в журнале «Nature» Россия названа страной коррупции, в которой ничего не может делаться согласно законодательству. Однако Маккьярини успокоил критиков таких проектов, сообщив, что специалисты Кубанского медицинского университета составили при его участии протокол исследования и провели встречу с женщиной, которая может стать первым кандидатом на трансплантацию искусственной трахеи. При этом Маккьярини утверждал, что российские специалисты способны действовать по формальному протоколу и для реализации данного проекта нет необходимости в противозаконной деятельности. Маккьярини обозначил три критерия успешности данного проекта: 1) если начнёт действовать лаборатория регенеративной медицины; 2) если вся клиническая деятельность будет соответствовать критериям биоэтики; 3) если в течение двух лет будет проведено несколько операций по трансплантации искусственной трахеи. При этом Маккьярини выразил свою убеждённость в необходимости активного внедрения биоэтики в области медицинских исследований.
Профессор-эмерит Бо Рисберг, признанный эксперт в области биоэтики, назвал действия Маккьярини и Каролинского Института, приведшие к неоправданной смерти пациентов, «этическим Чернобылем». С резкими заявлениями, осуждающими Маккьярини, выступили сразу несколько известных профессоров, включая Нобелевского лауреата Арвида Карлссона.
В июне 2012 года молодой россиянке Юлии Туулик, которая жила с трахеостомией после перенесённой аварии, в Краснодарской краевой клинической больнице № 1 под руководством Маккьярини было проведено вживление искусственной трахеи. В октябре 2013 года пациентка умерла. Мать Юлии Туулик сообщила, что смерть её дочери была мучительной и перед её наступлением наблюдались внешние признаки процессов гниения в её организме. Некоторые медики высказали мнение, что без проведения данной операции Юлия Туулик могла прожить ещё не один десяток лет. Первый заместитель главного врача Краснодарской краевой клинической больницы № 1 Игорь Поляков в фильме шведского телевидения SVT «Эксперимент» объяснил согласие российских медиков участвовать в данном проекте тем, что он проводился под вывеской Каролинского института. По словам Полякова, «это было возбуждение, это примерно, как человека в космос запустить».
В феврале 2016 года Маккьярини заявил о своей невиновности в смерти Юлии Туулик, а также о необоснованности других обвинений в его адрес. При этом он назвал Россию одной из немногих стран, где неукоснительно соблюдаются все этические и регуляторные принципы. Он сообщил, что средства мегагранта закончились, и российские специалисты под руководством Маккьярини в Центре регенеративной медицины в Кубанском медицинском университете в Краснодаре продолжили работу по другому гранту — над созданием пищевода.
Пресс-службы НИИ-ККБ № 1 и КубГМУ, ответственных за проведение операции на российской пациентке, назвали обвинения беспочвенными. Росздравнадзор в феврале 2016 года начал проверку НИИ-ККБ № 1 в связи со скандалом вокруг Маккьярини, в ходе которой пообещал проконтролировать соблюдение прав граждан в сфере охраны здоровья, выполнение порядков и стандартов оказания медпомощи и соблюдение правил в сфере обращения медицинских изделий при предоставлении медпомощи пациентам. В результате проверки было выявлено, что Паоло Маккьярини не прошел в России процедуру допуска к осуществлению медицинской деятельности для лиц, получивших медицинское образование за рубежом. В декабре 2016 врачи Каролинской клиники в петиции, адресованной ректору Каролинского института, послу России в Швеции, а также российским компетентным органам, потребовали расследовать деятельность Маккьярини в России. 12 апреля 2017 Центр антикоррупционной политики партии «Яблоко» обратился к министру образования и науки Ольге Васильевой с требованием провести проверку расходования средств по мегагранту, полученному Паоло Маккьярини.
В сентябре 2016 года стало известно о назначении Маккьярини руководителем лаборатории «Биоинженерия и регенеративная медицина» Казанского федерального университета, после возникновения к событию интереса со стороны СМИ фотография итальянского врача исчезла с сайта университета из раздела «Приоритетные направления», в других разделах которого фото хирурга с сотрудниками его лаборатории остались нетронутыми Полученный Маккьярини грант от Российского научного фонда предполагает доклинические исследования и проводится по теме создания тканеинженерной конструкции пищевода для замены поврежденного органа на модели низших приматов. В марте 2017 года стало известно, что грант РНФ не был продлен. 20 апреля 2017 года дирекция Программы по повышению международной конкурентоспособности КФУ приняла решение закрыть проект под руководством Паоло Маккьярини, и тот скоро покинет вуз.
В августе 2017 года на сайте пациентской правозащитной организации CIRCARE был опубликован отчет Маккьярини по мегагранту за первое полугодие 2014 года, где упоминается операция, выполненная в Краснодаре 6-месячному ребенку в качестве этапа подготовки к трансплантации трахеи. В декабре 2017 года Росздравнадзор в ответ на запрос журналистки Аллы Астаховой сообщил, что определить точное количество пациентов, которым Паоло Маккьярини пересадил в России биоинженерные трахеи, не позволяет врачебная тайна.

## Фильмы
- В 2023 году на платформе «Netflix» вышел документальный сериал-расследование «Bad Surgeon: Love Under the Knife», подробно описывающий деятельность Паоло Макиарини.[56]
- Вышедший в 2023 году второй сезон сериала «Доктор Смерть» посвящен истории Паоло Макиарини.

## Избранные научные труды
- Macchiarini, P., Fontanini, G., Squartini, F., Angeletti, C. A., & Hardin, M. J. (1992). Relation of neovascularisation to metastasis of non-small-cell lung cancer. The Lancet, 340(8812), 145—146. doi: 10.1016/0140-6736(92)93217-B
- Macchiarini P, Dartevelle P. (1994). Tracheal Transplantation: Will New Advances in Surgical Techniques Unlock The Door? Acta Biomedica. 65; 51-58. PMID 7717036
- Macchiarini, P., Jungebluth, P., Go, T., Asnaghi, M. A., Rees, L. E., Cogan, T. A., … & Dickinson, S. C. (2008). Clinical transplantation of a tissue-engineered airway. The Lancet, 372(9655), 2023—2030. doi: 10.1016/S0140-6736(08)61598-6 — отозвана
- Birchall, M., & Macchiarini, P. (2008). Airway transplantation: a debate worth having?. Transplantation, 85(8), 1075—1080. doi: 10.1097/TP.0b013e31816a10e4
- Go, T., Jungebluth, P., Baiguero, S., Asnaghi, A., Martorell, J., Ostertag, H., … & Macchiarini, P. (2010). Both epithelial cells and mesenchymal stem cell-derived chondrocytes contribute to the survival of tissue-engineered airway transplants in pigs. The Journal of thoracic and cardiovascular surgery, 139(2), 437—443. doi: 10.1016/j.jtcvs.2009.10.002
- Jungebluth, P., Luedde, M., Ferrer, E., Luedde, T., Vucur, M., Peinado, V. I., … & Haag, J. (2011). Mesenchymal stem cells restore lung function by recruiting resident and nonresident proteins. Cell transplantation, 20(10), 1561—1574. doi: 10.3727/096368910X557254
- Jungebluth, P., Alici, E., Baiguera, S., Blomberg, P., Bozóky, B., Crowley, C., … & Hermanson, O. (2011). Tracheobronchial transplantation with a stem-cell-seeded bioartificial nanocomposite: a proof-of-concept study. The Lancet, 378(9808), 1997—2004. doi: 10.1016/S0140-6736(11)61715-7 — отозвана.
- Fishman, J. M., De Coppi, P., Elliott, M. J., Atala, A., Birchall, M. A., & Macchiarini, P. (2011). Airway tissue engineering. Expert opinion on biological therapy, 11(12), 1623—1635. doi:10.1517/14712598.2011.623696
- Badylak, S. F., Weiss, D. J., Caplan, A., & Macchiarini, P. (2012). Engineered whole organs and complex tissues. The Lancet, 379(9819), 943—952. doi:10.1016/S0140-6736(12)60073-7 — отозвана.
- Jungebluth, P., & Macchiarini, P. (2014). Airway transplantation. Thoracic surgery clinics, 24(1), 97-106. doi:10.1016/j.thorsurg.2013.09.005 — отозвана.
- Taylor, D. A., Caplan, A. L., & Macchiarini, P. (2014). Ethics of bioengineering organs and tissues. Expert opinion on biological therapy, 14(7), 879. doi: 10.1517/14712598.2014.915308
- Sebastian Sjöqvist, Paolo Macchiarini, et al, Experimental orthotopic transplantation of a tissue-engineered oesophagus in rats, Nature Communications 8, 15077 (2017) — отозвана.